# صفحه استرالیا
صفحه استرالیا (انگلیسی: Australian Plate) یکی از صفحه‌های زمین‌ساختی اصلی در نیم‌کره شرقی و نیم‌کره جنوبی است. این صفحه در اصل بخشی از قاره قدیمی گوندوآنا بود که تا حدود ۱۰۰ میلیون سال پیش به صفحه هند و صفحه جنوبگان متصل مانده بود. در آن زمان صفحه هند شکسته شده و به‌سوی شمال حرکت کرد.
صفحه‌های استرالیا و جنوبگان حدود ۸۵ میلیون سال پیش شکسته شده و تا ۴۵ میلیون سال پیش کاملاً از هم جدا شدند.
صفحه زمین‌ساختی استرالیا قاره استرالیا، تاسمانیا و نیز بخش‌هایی از گینه نو، نیوزیلند و حوضه اقیانوس هند را در بر می‌گیرد.